# Espacio Miró
Espai Miró és una exposició permanent sobre el pintor català Joan Miró inaugurada a Madrid el 13 de desembre de 2016, organitzada per la Fundació Mapfre a la seva seu principal del Passeig de Recoletos, 23 de Madrid.
La col·lecció està composta per 65 obres de Joan Miró procedents de diferents propietaris i a més compta amb quatre escultures i un oli d'Alexander Calder (obsequis d'aquest al propi Miró), amb el qual el pintor català va mantenir una gran amistat i una especial proximitat artística. Encara que en la seva majoria es tracta d'obres de les últimes dècades, es poden trobar pintures de diferents períodes.

## Història
Les obres estaven conservades en diferents domicilis familiars dels hereus de Joan Miró, i en la seva gran majoria mai havien estat exposades al públic amb anterioritat. Els hereus van arribar a un acord amb Fundació Mapfre per fer un dipòsit gratuït a cinc anys, prorrogables cinc anys més. Les obres s'exposen en les dues plantes nobles de la seu central de la Fundació. La inauguració de la mostra va comptar amb la presència de Robert S.Lubar, expert en Miró i Director de la New York University a Madrid.

## Recorregut
El recorregut per la col·lecció es divideix en cinc seccions. La primera d'elles, Miró/Calder, presenta la mútua admiració artística i la relació d'amistat entre tots dos artistes, que compartiran el mateix interès per la depuració formal dels motius, així com per l'abstracció, el circ o el ballet, entre d'altres. Com a exemple d'aquesta relació destaca el Retrat de Joan Miró, realitzat en filferro d'acer per Alexander Calder. Aquest conjunt d'obres exposades són regals amb els quals el propi Calder va obsequiar a Miró.
Després de les Constel·lacions, Miró va inaugurar una nova manera de disposar en la superfície del quadre tot un seguit de formes, que exercirien una notable influència en la major part dels expressionistes abstractes nord-americans, una influència recíproca, que s'observa en la gestualitat de les obres de gran format de l'artista català. Tal és el cas de Dona espanyola, de 1972. Per aquest motiu aquesta secció es titula El signe i el gest, on a més es pot veure l'ús que fa l'artista de diferents materials com la arpillera, el cartró com a suport, l'acrílic o el llenç sense bastidor, que recorden l'ambient de l'informalisme que per aquests anys es desenvolupava a Europa. En la tercera secció Dones, ocells, estels es poden observar els motius principals de l'obra de l'artista català, però renovats. Miró els utilitza com un pretext per estudiar sobre la pròpia pintura i la gestualitat: el negre i el traç dur i agressiu s'alterna amb arabescos i formes corbes “tacades” per les gotes que deixa l'acrílic sobre la tela, tal com es mostra en Femme, 1974, entre d'altres.
Una galeria de monstres se centra en els caps dels últims anys. Personages és la paraula francesa que millor descriu als monstres de Miró, criatures estranyes, unes vegades entremaliades i altres líriques. Caps solitaris que sorgeixen del llenç i que ens miren inquisitivament produint en l'espectador una sort de por barrejada amb l'humor que amaga tota la seva obra.
L'última secció, Desafiament a la pintura, mostra un conjunt de pintures, que recorden la cèlebre frase segons la qual l'artista volia assassinar la seva pintura. Aquest assassinat té un doble sentit. D'una banda els materials de rebuig, les resines i les restes de pintura es converteixen en protagonistes. Per un altre, intervé sobre pintures ja existents: compra obres d'artistes desconeguts, trobades en mercats populars, sobre les quals pinta amb un resultat que és una mescla dels dos. En total, Miró va fer deu d'aquestes obres al llarg de la seva carrera de les quals l'exposició mostra quatre com a Personatges en un paisatge prop del poble, 1965.